# Мясо акулы

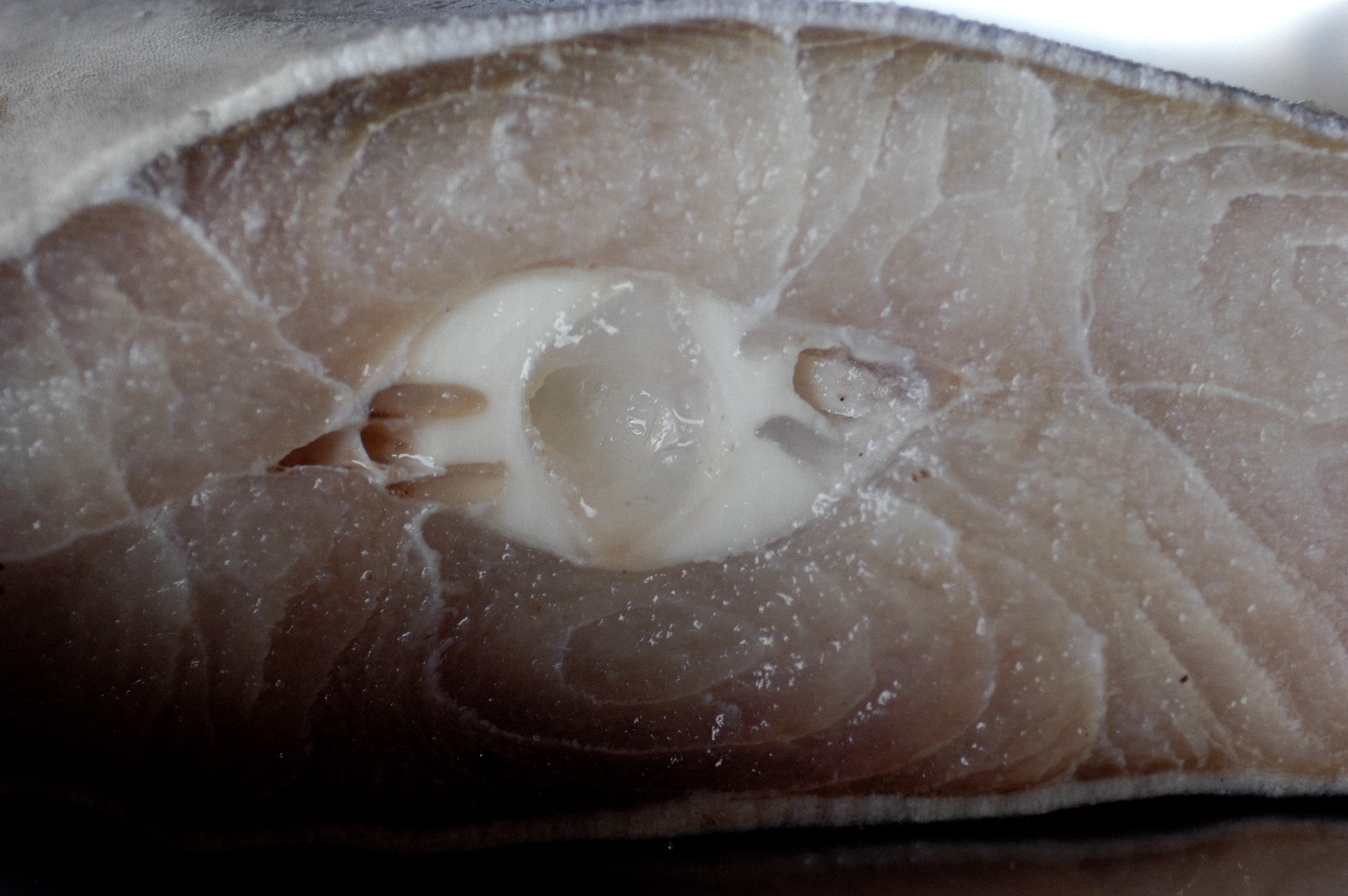
Поперечное сечение мяса акулы

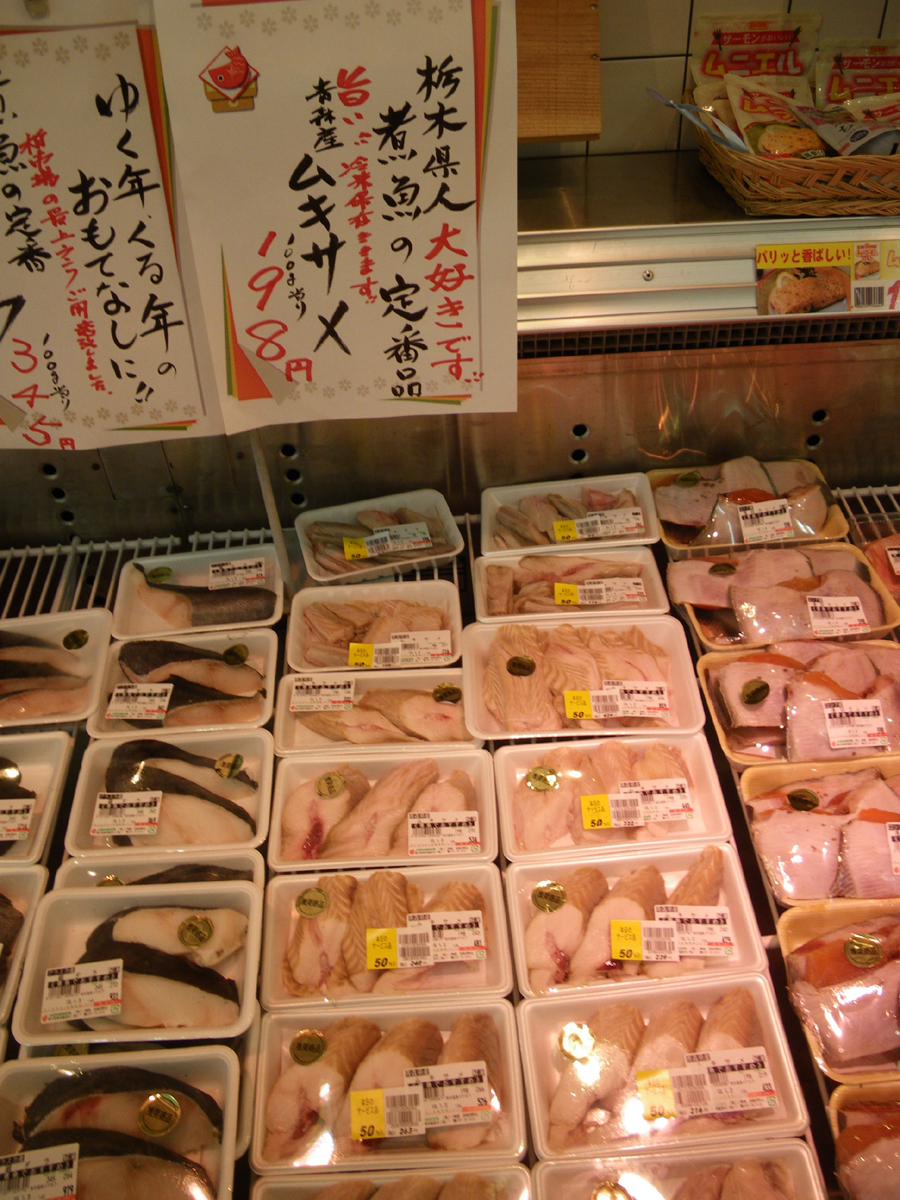
Мясо акулы в супермаркете в Японии

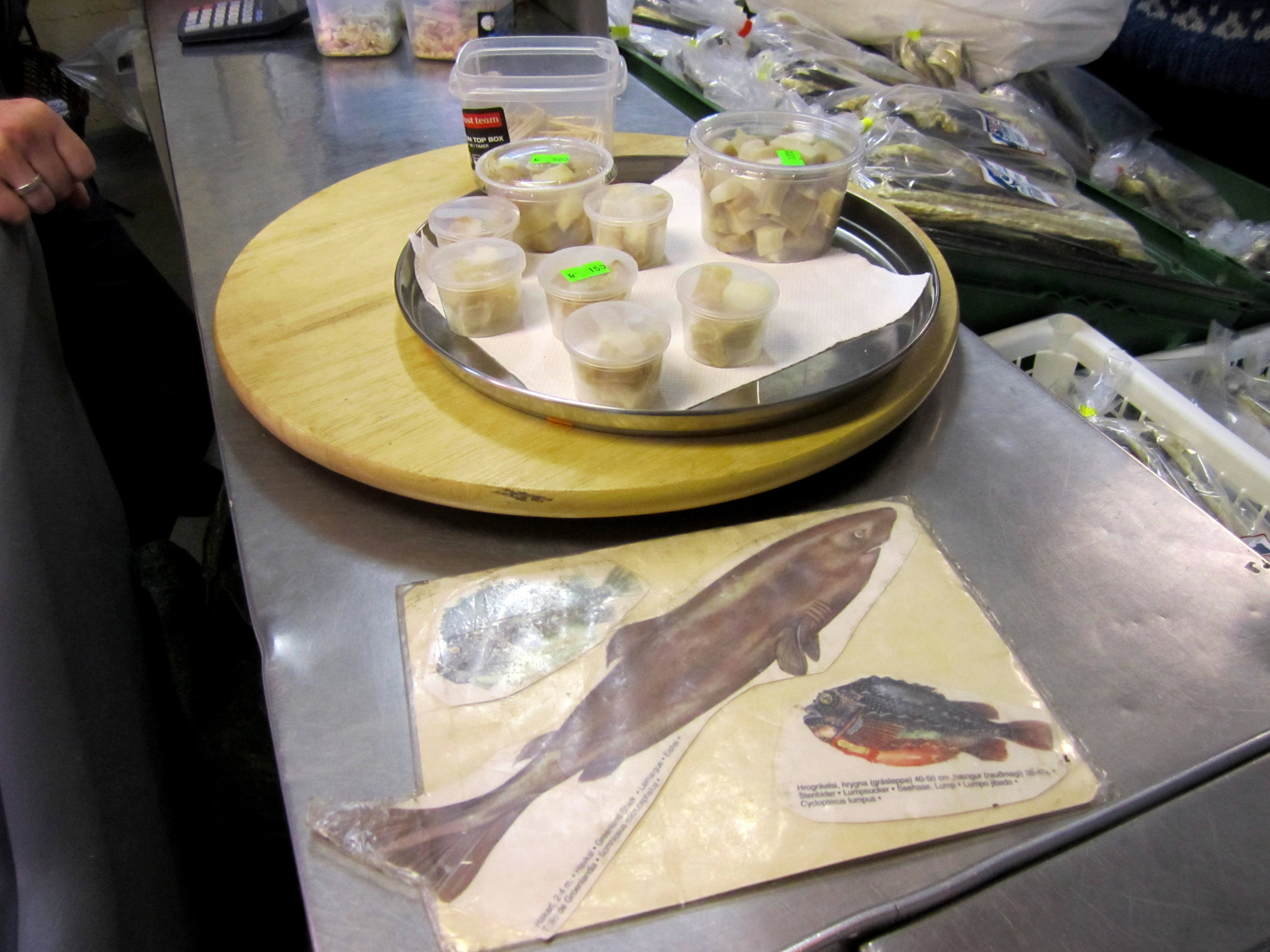
Ферментированное мясо акулы

Мясо акулы, акуля́тина — это морепродукты, состоящие из плоти акул. Некоторые акулы вылавливаются для употребления в пищу человеком, например, такие виды как атлантическая сельдевая акула, короткохвостая акула-мако, серая акула и лисьи акулы, среди прочих. Мясо акулы популярно в Азии, где его часто употребляют в сушеном, копченом или соленом виде. Мясо акулы регулярно потребляется в Исландии, Японии, Австралии, некоторых частях Индии, Канады, Шри-Ланке, районах Африки и Мексики. В западной культуре употребление мяса акулы иногда считается табу, хотя его популярность в западных странах возросла.
Акул ели, по крайней мере, с позднего бронзового века (1550—1130 гг. до н. э.), например, в Леванте.

## Подготовка
Необработанное мясо акулы может иметь сильный запах аммиака из-за высокого содержания мочевины, которая образуется при разложении рыбы. У акулы нет мочевого пузыря, и процесс выделения мочи происходит через кожу. Содержание мочевины и запах аммиака можно уменьшить, маринуя мясо в таких жидкостях, как лимонный сок, уксус, молоко или солёная вода. Способы приготовления включают нарезку мяса на стейки и филе..

## Африка
В Восточной Африке и на островах в Индийском океане мясо акулы было предметом торговли и на протяжении веков являлось важным источником белка. Его потребление в основном может происходить в прибрежных районах. Его можно законсервировать с помощью засаливания, чтобы продлить срок хранения и облегчить транспортировку.

## Азия
Мясо акулы распространено и популярно в Азии. В 1999 году объединенные страны Азии лидировали по количеству пойманных акул. В 1996 году азиатские промысловики добыли 55,4 % мирового улова акул.

### Япония
Япония занимает значительную долю рынка в торговле замороженным и свежим мясом акулы, как для импорта, так и для экспорта. В Японии мясо акулы обычно употребляют в готовом виде, например, в приготовленных рыбных колбасах, сурими, рыбной пасте, рыбных шариках и других продуктах.

### Корея

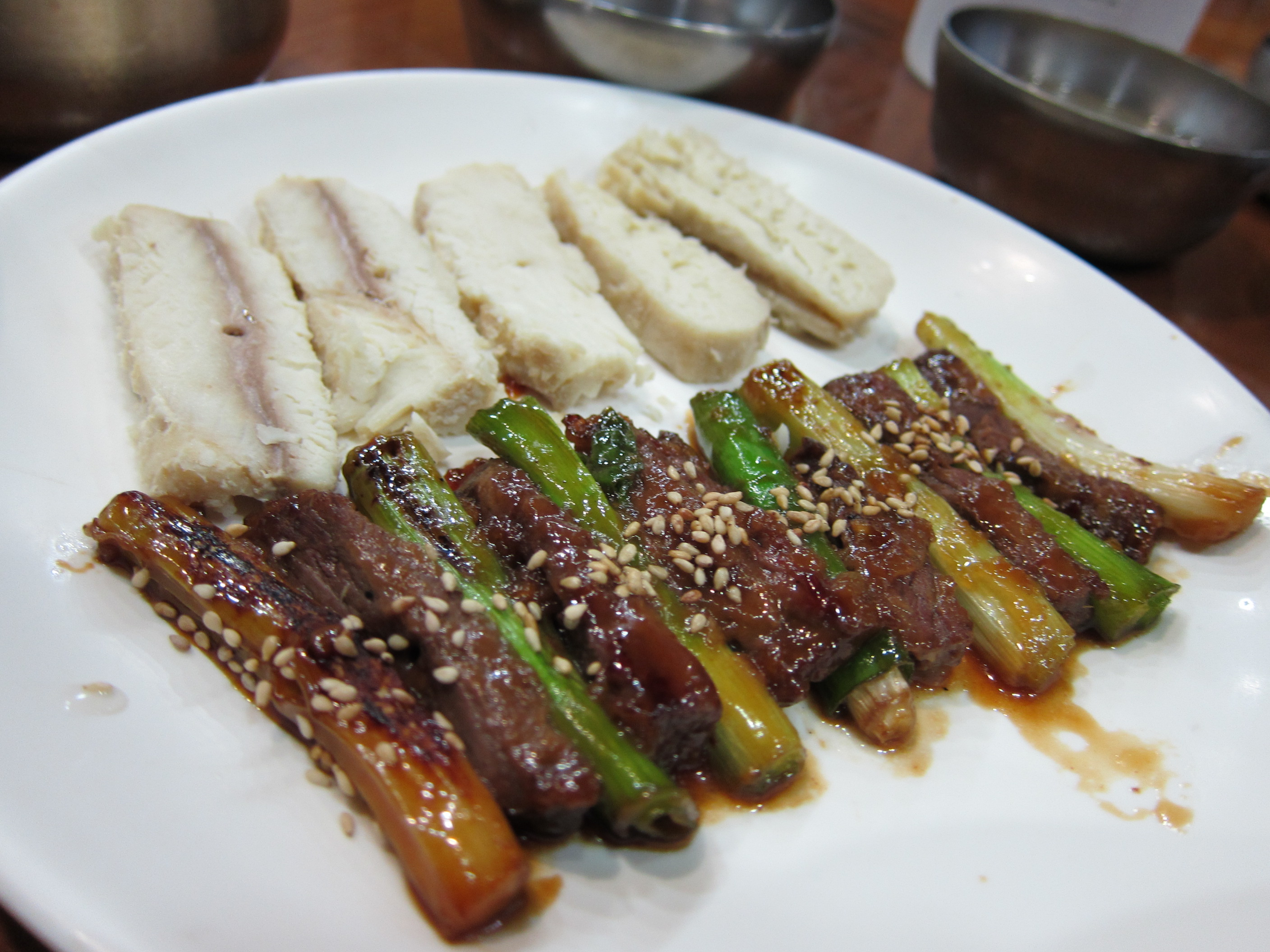
Sanjeok (шашлык из говядины с зелёным луком) и dombaegi (солёное мясо акулы)

В Корее dombaegi (돔배기), солёное мясо акулы, едят в провинции Северный Кёнсан, и оно считается местной едой в Йончхоне, которая распространена в праздничные дни.

## Австралия
Мясо акулы популярно в Австралии, где оно известно как flake. Flake получают в основном из куньей акулы, небольшого вида, питающегося донным кормом, распространенного вдоль восточного побережья Австралии. Однако из-за истощения запасов австралийских, а затем и новозеландских акул, этот спрос все больше заполняется куньими акулами из Южной Африки Flake можно приобрести в виде готового блюда в большинстве австралийских магазинов, продающих рыбу и чипсы, обычно в виде филе в кляре или обжаренного на гриле.

## Европа
По данным Продовольственной и сельскохозяйственной организации ООН (FAO), европейские страны являются основными рынками сбыта мяса акул. Маринованная катрановая акула — популярная еда в Германии, Франции и других странах Северной Европы. Мясо обычно обрабатывают и употребляют в виде стейков и филе. В Германии, однако, предпочтение отдается спинкам и брюшку, которые называются Schillerlocken. По данным ФАО, в 1999 году Италия лидировала в мире по импорту мяса акулы, за ней следовали Франция и Испания. В 1999 году Франция импортировала второе по величине количество акульего мяса в мире.
Маленькие акулы продаются в Британии в магазинах рыбы и чипсов, как горбуша.

### Исландия

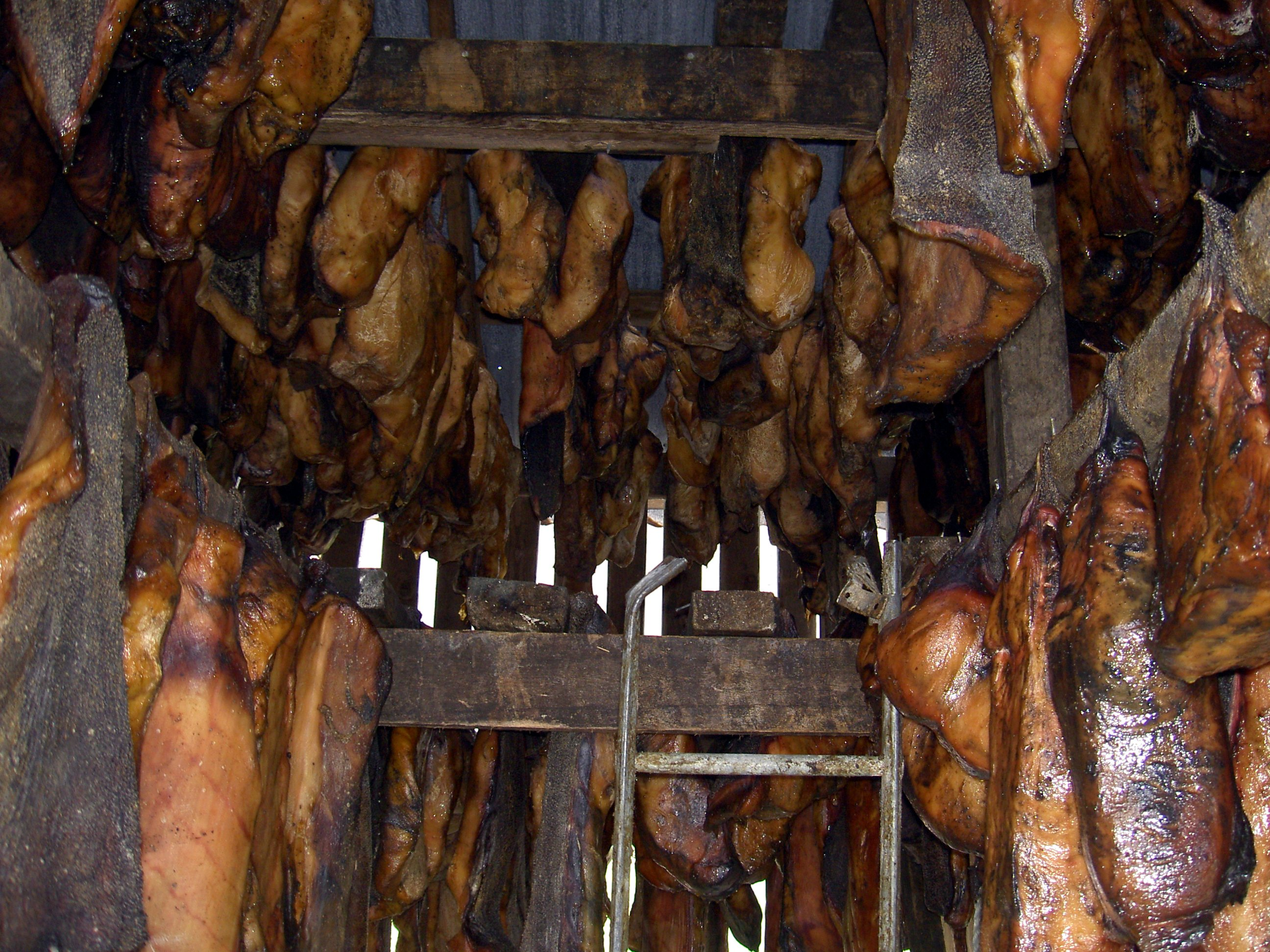
Сушка хаукартля в Исландии

В Исландии, хаукартль — национальное блюдо, приготовленное из гренландской акулы или гигантской акулы. Мясо акулы закапывают и ферментируют, а затем подвешивают сушиться в течение нескольких месяцев.